# Luke Holmes (cầu thủ bóng đá)
Luke Holmes (sinh tháng 3 năm 1990 ở Oldham, Anh) là một cầu thủ bóng đá người Anh đã giải nghệ.